# Афанасьев, Михаил Васильевич
Михаи́л Васи́льевич Афана́сьев (бел. Міхаіл Васільевіч Афанасьеў; 4 ноября 1986, Минск, Белорусская ССР, СССР) — белорусский футболист, полузащитник; тренер. Мастер спорта Беларуси международного класса по футболу.

## Карьера

### Клубная
Воспитанник минской футбольной школы «Смена». Первые тренеры — Сергей Валентинович Кашкан и Михаил Николаевич Ярош. В 16 лет по приглашению Юрия Пунтуса перешёл в клуб БАТЭ, где уже со следующего сезона стал игроком основного состава. С 2005 по 2007 год отыграл за «МТЗ-РИПО».
В конце января 2008 года заключил контракт с «Амкаром» по схеме 2+2. 12 марта 2010 года подписал 3-летний контракт с «Кубанью». 30 июля 2010 года пополнил ряды белгородского «Салюта».
7 февраля 2011 года подписал годичный контракт с минским «Динамо», который после удачного сезона (Афанасьев стал лучшим ассистентом команды) был продлён ещё на год. В декабре 2012 года покинул команду в статусе свободного агента. 2 февраля 2013 года перешёл в клуб «Гомель».
В июле 2019 года подписал контракт с футбольным клубом «Ислочь». Хавбек провел 12 матчей в футболке «Ислочи» во всех турнирах, отличился одним голом и двумя результативными передачи. После завершения сезона покинул клуб в статусе свободного агента.
В январе 2020 года вновь стал игроком жодинского «Торпедо-БелАЗ».

### В сборной
Капитан молодёжной сборной Беларуси на чемпионате Европы 2009 в Швеции. Рекордсмен молодёжной сборной по количеству проведённых матчей (46) и забитых мячей (11).
В ноябре 2009 года впервые получил приглашение в национальную сборную Беларуси. 13 ноября в Даммаме сыграл в товарищеском матче вторых составов сборных Беларуси и Саудовской Аравии.

## Достижения
- Серебряный призёр чемпионата Беларуси (2): 2003, 2004
- Бронзовый призёр чемпионата Беларуси (2): 2005, 2012
- Обладатель Кубка Беларуси: 2005